# Aphis vladimirovae
Aphis vladimirovae är en insektsart. Aphis vladimirovae ingår i släktet Aphis och familjen långrörsbladlöss. Inga underarter finns listade i Catalogue of Life.